# La Fortuna (metropolitana di Madrid)
La Fortuna è una stazione della linea 11 della metropolitana di Madrid. Si trova sotto Calle de San José, nel quartiere La Fortuna nella città di Leganés. È l'unica stazione di questa linea che si trova al di fuori del territorio della città di Madrid. È l'unica stazione della rete situata a Leganés che ha un collegamento diretto con la capitale, inoltre è l'unica stazione del comune di Leganés che non è collegata alla linea 12.

## Storia
I lavori iniziarono nel 2007, con una durata di 36 mesi e un costo pari a 200 milioni di euro. Il 19 settembre è iniziato il pre-esercizio della tratta fino all'apertura della linea. Il 5 ottobre 2010 fu inaugurata la stazione.
Nell'aprile 2014, l'UE ha sottolineato la sottoutilizzazione di questa estensione della metropolitana, poiché secondo la Corte dei conti europea la linea "ha meno del 18% degli utenti previsti dal Gobierno de la Comunidad de Madrid quando sono stati richiesti i fondi europei per la costruzione di questa ultima parte". Inoltre: "L'analisi delle esigenze di mobilità prima del progetto non includeva un confronto quantitativo delle diverse opzioni di trasporto".

## Interscambi
- 1
- 483, 486, 487
- N802